# Dechy
Dechy ist eine französische Gemeinde mit 5343 Einwohnern (Stand 1. Januar 2022) im Département Nord in der Region Hauts-de-France. Die Bewohner werden Dechynois und Dechynoises genannt.

## Geographie
Dechy liegt im Nordfranzösischen Kohlerevier, vier Kilometer südöstlich von Douai. Die Nachbargemeinden sind Lallaing und Montigny-en-Ostrevent im Nordosten, Guesnain im Osten, Roucourt im Südosten, Cantin und Gœulzin im Süden, Férin im Südwesten sowie Sin-le-Noble im Westen und Nordwesten.

## Geschichte
Der Ort war schon den westfränkischen Karolingern bekannt: 847 gehörte "Diptiacus" zu den Gütern, deren Besitz König Karl II. dem nahe gelegenen Kloster Saint-Amand bestätigte. Dies geschah noch einmal 864 (beide Urkunden erwähnt in Regnum Francorum online D_Charles_II, 092, 273). Im Jahre 1610 schlug der General Tilly hier sein Hauptquartier auf.
| Jahr                       | 1962 | 1968 | 1975 | 1982 | 1990 | 1999 | 2010 | 2020 |
| Einwohner                  | 6348 | 6156 | 6630 | 5720 | 5464 | 5283 | 5135 | 5352 |
| Quellen: Cassini und INSEE |      |      |      |      |      |      |      |      |

## Wappen
Das Wappen der Gemeinde Dechy ist gespalten; vorn ein halber fliegender schwarzer Adler auf goldenem Grund; hinten auf azurblauem Grund goldene Lilien.

## Sehenswürdigkeiten
- Kirche Saint-Amand aus dem 19. Jahrhundert

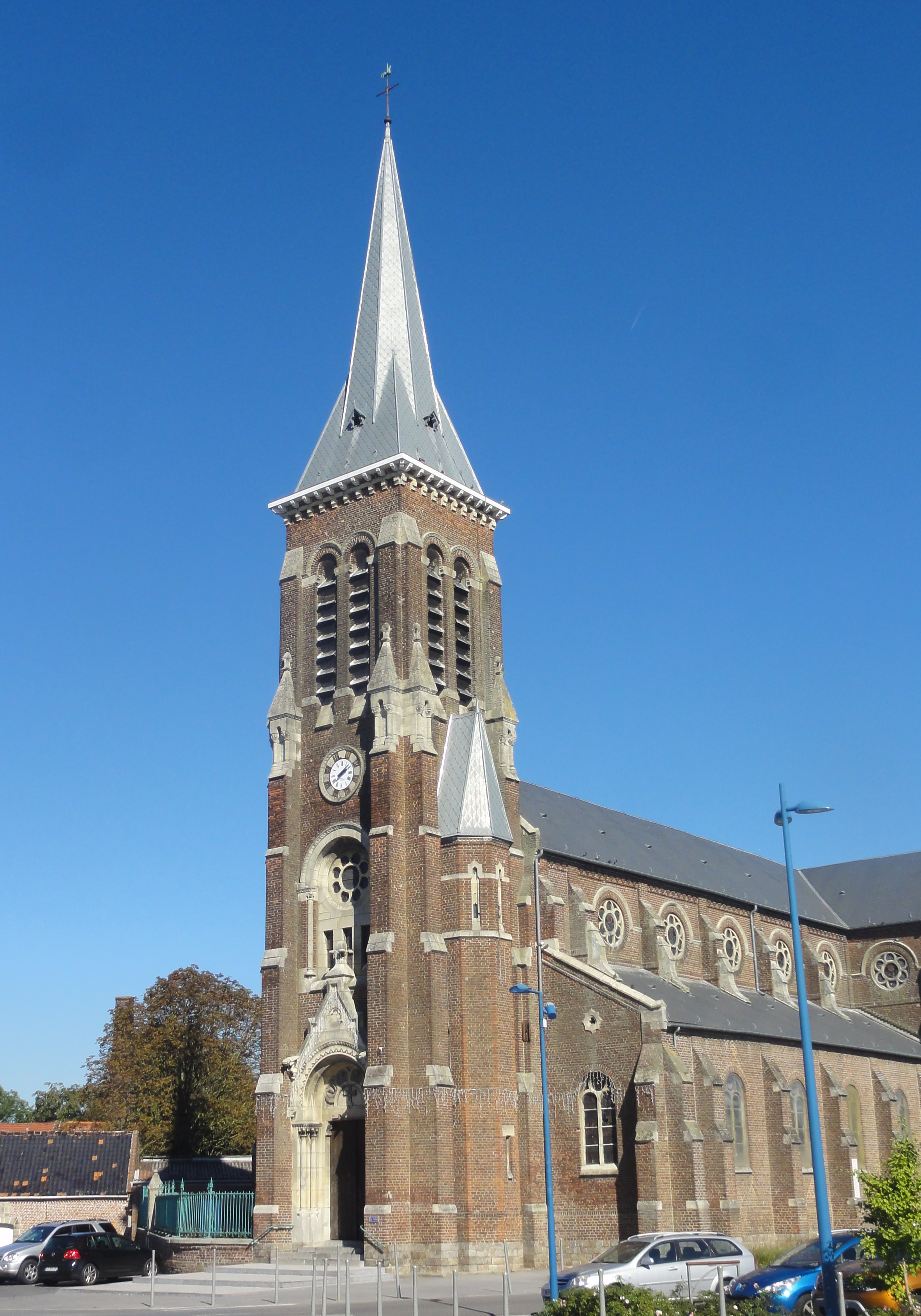
Kirche Saint-Amand
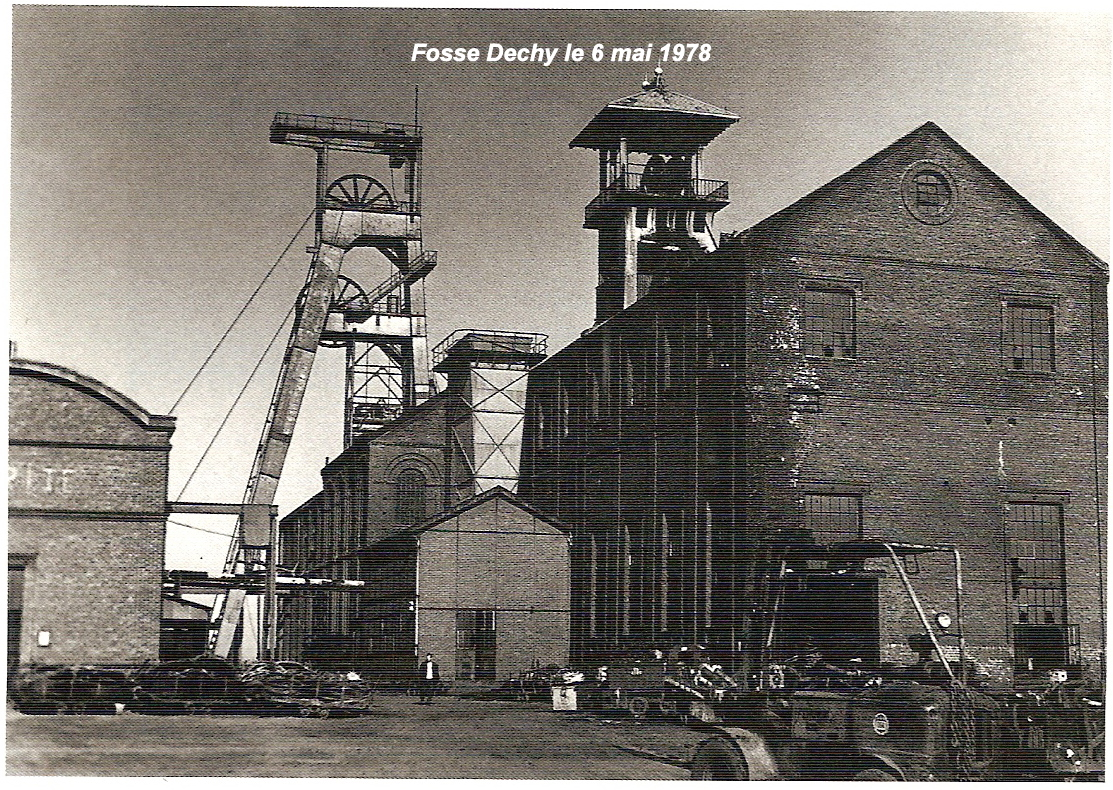
Zeche Dechy 1978
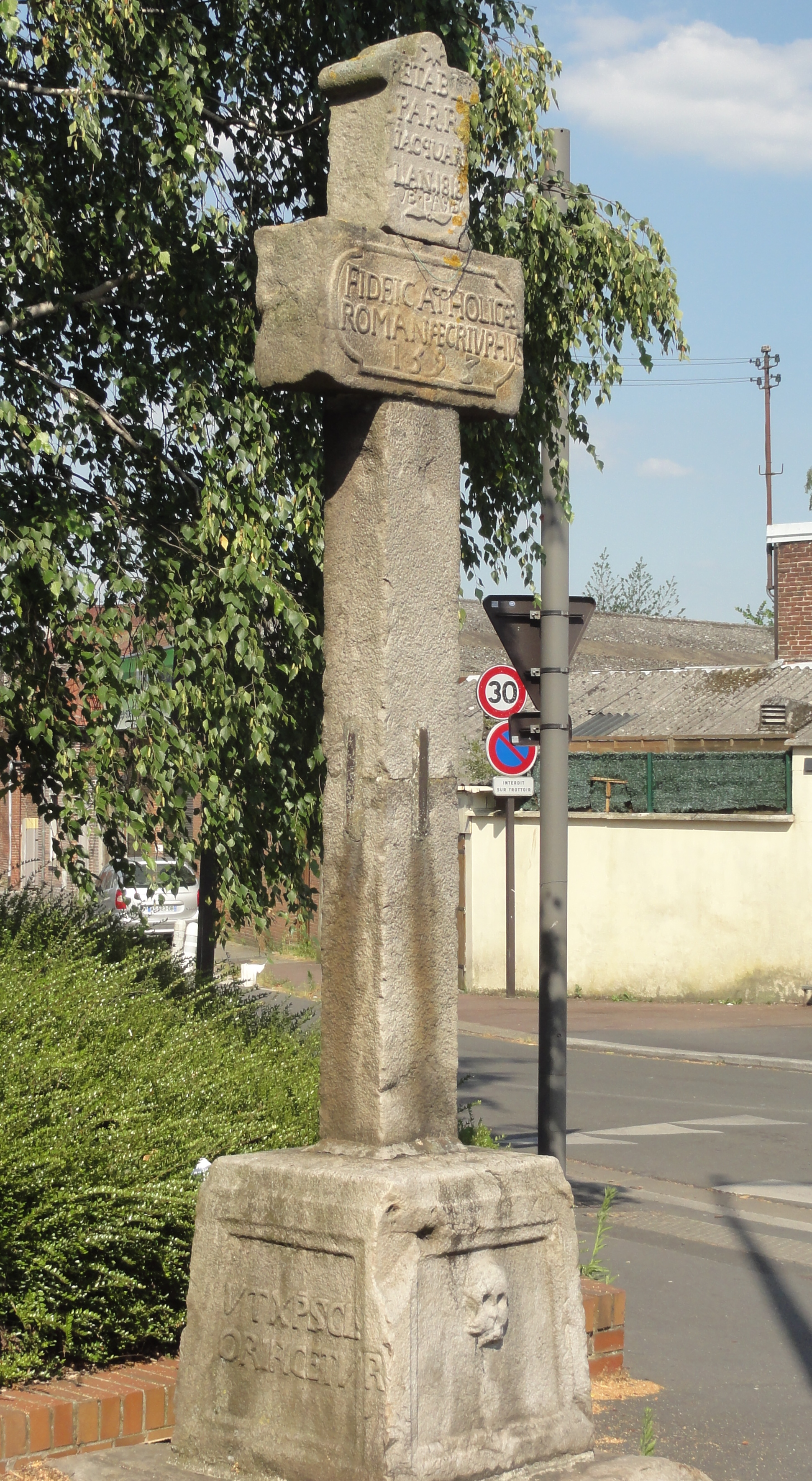
Wegkreuz
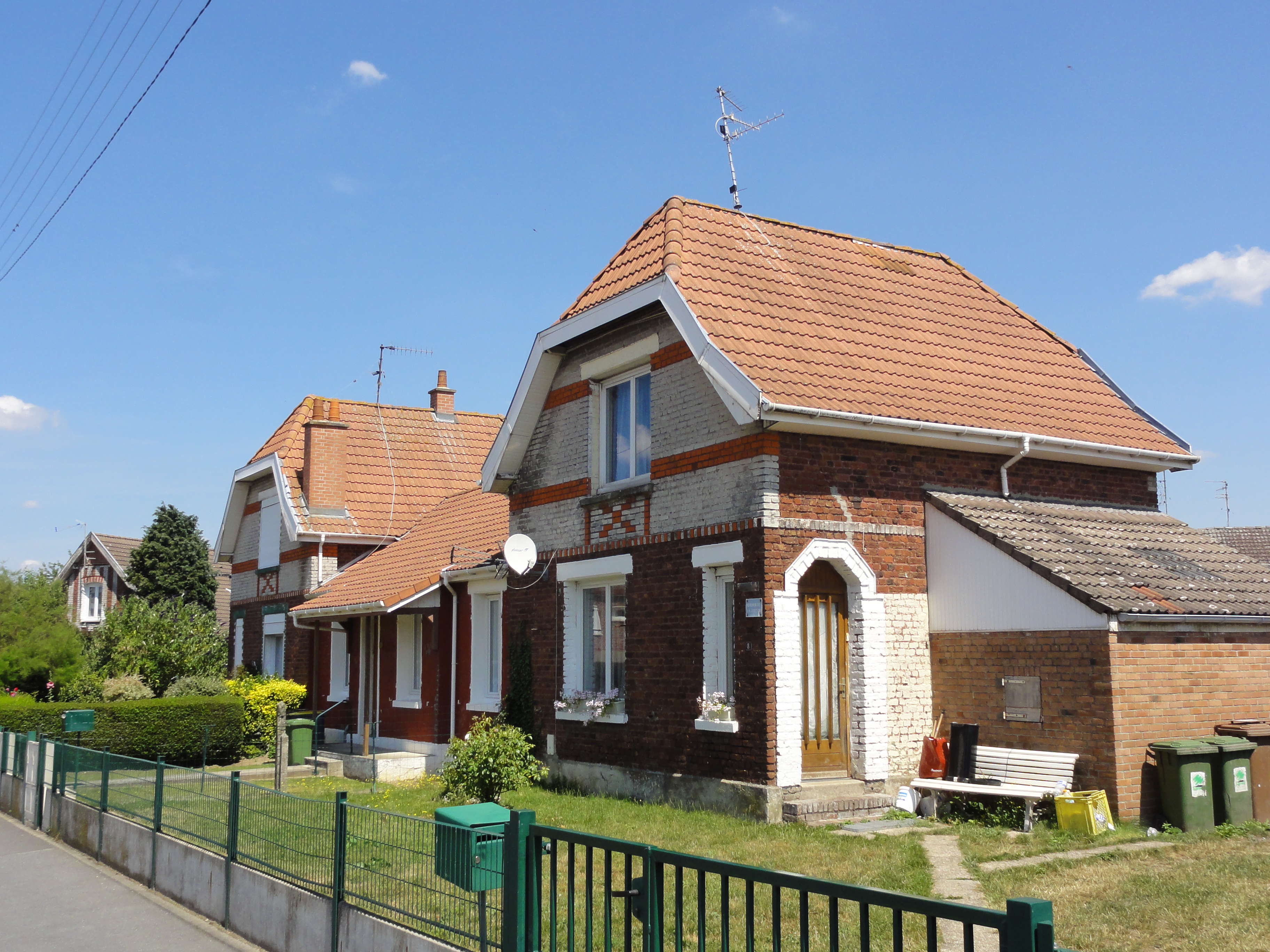
Häuser der Bergarbeitersiedlung

## Städtepartnerschaften
Dechy hat eine Städtepartnerschaft, die in der Zeit der DDR geschlossen wurde, mit der Stadt Weißensee in Thüringen.

## Persönlichkeiten
- Séverine Vandenhende (* 1974), ehemalige französische Judoka, geboren in Dechy